# Nelson Goodman
Pour les articles homonymes, voir Goodman.
Nelson Goodman (7 août 1906 - 25 novembre 1998) est un philosophe, logicien et collectionneur d'art américain.
Disciple de Clarence Irving Lewis et Carnap, ami de Quine, il appartient à la philosophie analytique, la méréologie et fait sien le credo nominaliste de ne jamais considérer des classes et des ensembles comme ayant une réalité. Il est connu pour sa réflexion sur le problème de l'induction à travers laquelle il a développé un paradoxe logique resté célèbre. Il se fait connaître aussi dans le cadre de l'esthétique analytique dont il est un des penseurs fondamentaux avec Arthur Danto et George Dickie.

## Biographie
Né à Somerville (Massachusetts) dans une famille juive, Nelson Goodman poursuit ses études à Harvard où il est diplômé en 1928 et soutient une thèse de philosophie en 1941. Parallèlement, il gère une galerie d'art à Boston. Son expérience en tant que marchand d'art explique son penchant vers le domaine de l'esthétique, où sa contribution est mieux reconnue qu'en logique et en philosophie analytique.
Il enseigne à l'université de la Pennsylvanie, durant la période 1946-1964, et compte parmi ses étudiants Noam Chomsky et Hilary Putnam. Se voyant refuser le contrôle du département de philosophie, il quitte ce poste et devient assistant de recherches au centre d'études cognitives de Harvard de 1962 à 1963, puis professeur dans diverses universités de 1964 à 1967, avant d'être nommé professeur de philosophie à Harvard en 1968, où il côtoie notamment W. V. Quine. Il est le compagnon de l'artiste Katharine Sturgis, et monte un projet d'éducation artistique nommé Project Zero.
On lui doit d'avoir contribué dans Langages de l'art à la réflexion esthétique et, plus précisément, à la théorie des systèmes symboliques ainsi qu'au questionnement sur la fonction et l'essence de l'art — à cet égard, sa thèse s'écarte significativement des théories développées notamment par Ernst Cassirer ou Erwin Panofsky. Un de ses apports les plus fameux porte sur les deux types d'exemplification : littérale ou métaphorique. Il appelle « expression » l'exemplification métaphorique.

## Idées
Dans Manières de faire des mondes, Nelson Goodman traite notamment de la question de la vérité. Quand l'homme décrit le monde, il le fait à partir de lui-même, de ses croyances, de ses convictions et depuis sa culture. Bien qu'une conception du monde puisse être cohérente, rationnellement argumentée ou socialement partagée, elle ne sera jamais "vraie" au sens d'un absolu de vérité, elle sera temporairement vraisemblable. D'une certaine manière, la manière utilisée pour expliquer un phénomène est limitée dans une époque et une société.
Dans la pensée de Goodman, un physicien (Copernic, Newton, Einstein) n'est pas plus proche de la vérité, mais utilise une grammaire différente pour décrire le Réel. Là où Newton parle de forces, Einstein parlera d'espace, de temps ou de masse. Le langage pour décrire le monde est simplement différent, bien que le second (relativité générale de Einstein) permette des applications nouvelles, il n'est pas stricto sensu vrai.
Selon la lecture de Goodman, le scientifique construit littéralement le vrai à partir de l'hypothétique. Ce qui fera dire à Marie-Noëlle Doutreix : « Néanmoins, la distinction entre le vrai et le faux ne correspond pas à celle entre les versions du monde correctes et incorrectes. Les sciences et les arts participent au même titre à la création de mondes et utilisent des procédés communs. Ainsi, le scientifique ajuste la vérité à sa mesure. Il décrète en découvrant, dessine en discernant. De plus, la vérité ne constitue pas une notion satisfaisante pour évaluer les mondes car ceux-ci ne consistent pas uniquement en propositions verbales. Goodman analyse les fonctions référentielles sans les hiérarchiser. Montrer et exemplifier peuvent être aussi importants que dénoter verbalement. De même, la vérité métaphorique acquiert sa valeur propre, indépendamment de la vérité littérale ».

## Œuvres

### Traduites en français
- Faits, fictions et prédictions, tr. fr. M. Abran, Paris, Minuit, 1985
- Esthétique et connaissance : pour changer de sujet (avec Catherine Elgin), tr. fr. J.-P R. Pouivet, Éditions de l'Éclat, 1990
- Reconceptions en philosophie, dans d'autres arts et dans d'autres sciences, tr. fr. J.-P. Cometti et R. Pouivet, Paris, PUF, 1994  (ISBN 978-2-13-046002-2)
- La Structure de l'apparence, traduction par Pierre Livet, Philippe Minh, Nancy Murzili coordonnée par Jean-Baptiste Rauzy, Paris, Vrin, 2004
- Langages de l'art : Une approche de la théorie des symboles, tr. fr. J. Morizot, Paris, Hachette, 2005  (ISBN 978-2-01-279255-5)
- Manières de faire des mondes, tr. fr. M.-D. Popelard, Paris, Gallimard, 2007  (ISBN 978-2-07-031830-8)
- L'Art en théorie et en action, tr. fr. J.-P. Cometti et R. Pouivet, Paris, Gallimard, 2009

### En anglais
- (en) « The Calculus of Individuals and Its Uses » (with Henry S. Leonard), in Journal of Symbolic Logic 5 (1940): 45-55
- (en) A Study of Qualities. Diss. Harvard U., 1941. Reprinted 1990, by Garland (New York), as part of its Harvard dissertations in Philosophy Series
- (en) Steps Toward a Constructive Nominalism, en collaboration avec W.V.O. Quine, Journal of Symbolic Logic, 12 (1947): 105-122, reproduit dans Nelson Goodman, Problems and Projects (Bobbs-Merrill, 1972): 173-198. Lire en ligne : Steps Toward a Constructive Nominalism
- (en) Fact, Fiction, and Forecast. Cambridge, MA: Harvard UP, 1955. 2d ed. Indianapolis: Bobbs-Merrill, 1965. 3rd. ed. Indianapolis: Bobbs-Merrill, 1973. 4th ed. Cambridge, MA: Harvard UP, 1983
- (en) Languages of Art: An Approach to a Theory of Symbols. Indianapolis: Bobbs-Merrill, 1968. 2d ed. Indianapolis: Hackett, 1976. Based on his 1960-61 John Locke lectures
- (en) Problems and Projects. Indianapolis: Bobbs-Merrill, 1972. Currently available from Hackett
- (en) Basic Abilities Required for Understanding and Creation in the Arts: Final Report (with David Perkins, Howard Gardner, and the assistance of Jeanne Bamberger et al.) Cambridge: Harvard University, Graduate School of Education: Project No. 9-0283, Grant No. OEG-0-9-310283-3721 (010), 1972
- (en) Ways of Worldmaking. Indianapolis: Hackett, 1978. Paperback: Indianapolis: Hackett, 1985
- (en) Of Mind and Other Matters. Cambridge, MA: Harvard UP, 1984
- (en) Reconceptions in Philosophy and other Arts and Sciences (with Catherine Z. Elgin). Indianapolis: Hackett; London: Routledge, 1988. Paperback Edition, London: Routledge, Indianapolis: Hackett, 1990